# (216242) 2006 VK14
216242 (2006 VK14) là một tiểu hành tinh vành đai chính được phát hiện ngày 15 tháng 11 năm 2006 bởi James Whitney Young ở Đài thiên văn Núi bàn gần Wrightwood, California.